# Jerschowo (Kaliningrad, Prawdinsk)
Jerschowo (Ершово, deutsch Blankenau) war ein Ort in der russischen Oblast Kaliningrad (Gebiet Königsberg (Preußen)) und bis 1945 im Kreis Preußisch Eylau in Ostpreußen. Seine Ortsstelle gehört heute zum Munizipalkreis Rajon Prawdinsk (Stadtkreis Friedland (Ostpreußen)).

## Geographische Lage
Die Ortsstelle Jerschowos resp. Blankenaus liegt im südlichen Westen der Oblast Kaliningrad, 18 Kilometer nordöstlich der früheren Kreisstadt Preußisch Eylau (russisch Bagrationowsk) bzw. 14 Kilometer nordwestlich der heutigen Rajonshauptstadt Prawdinsk (deutsch Friedland (Ostpreußen)).

## Geschichte

### Ortsgeschichte
Der Gutsort Blankenau soll um die Jahre 1365/70 entstanden sein. Erstmals unter diesem Namen wurde er 1407 erwähnt. In den Kriegen der Ordenszeit 1454/66 und vor allem 1520 hat das Dorf schwere Schäden erlitten. Als Besitzer wurden 1528 G. Kramer und danach Albrecht Rossow (Russau) aus Königsberg (Preußen) genannt.
1687 war Blankenau im Besitz der Familie von Mörner. Er ging 1715 an die Familie von Keyserlingk über. Durch Heirat der Erbtochter Amalie Freiin von Keyserlingk gelangte Blankenau in das Eigentum der Reichsgrafen Finck von Finckenstein.
1785 gab es im adligen Gut und Dorf Blankenau 19 Feuerstellen. 1787 hat Frau Amalie geb. von Keyserlingk im Hof zu Blankenau das Königlich privilegierte Freyherrlich von Keyserlingksche Fräuleins Stift zu Blankenau errichtet. 1802 fiel das Gut an die Familie von Keyserlingk zurück. Damals gab es hier 18 Feuerstellen bei 140 Einwohnern. 1846 waren im Dorf zehn Wohngebäude mit 67 Einwohnern und im Gut acht Häuser mit 158 Menschen registriert.
Am 7. Mai 1874 wurde Blankenau Amtsdorf und damit namensgebend für einen Amtsbezirk im Kreis Preußisch Eylau in Ostpreußen. Zu ihm gehörten anfangs neun Kommunen. Am Ende waren es aufgrund struktureller Veränderungen noch drei.
Das Gut Blankenau war 1879 386 Hektar groß, davon waren 268 Hektar Ackerland, 40 Hektar Wiesen, zehn Hektar Weiden, 58 Hektar Wald sowie zehn Hektar Hof und Wege. Die Zahl der Einwohner Blankenaus belief sich im Jahre 1910 auf insgesamt 201, von denen 63 zum Dorf und 138 zum Gut gehörten.
Im Ersten Weltkrieg erlitten Ort und Gut Blankenau Ende August 1914 durch russische Besetzung keine größeren Schäden.
Am 30. September 1928 schlossen sich das Dorf Blankenau und der Gutsbezirk Blankenau zur neuen Landgemeinde Blankenau zusammen. Zugehörig waren die drei Ortsteile Ober Blankenau (russisch Tscherkassowo), Olk und Wesselsbruch. Die Landgemeinde umfasste 880 Hektar, hatte 48 Haushalte und 302 Einwohner. Die Zahl der Einwohner reduzierte sich bis 1933 auf 266 und bis 1939 auf 264.
Von 1931 bis 1945 war Franz Lindenau letzter Gutsbesitzer auf Blankenau.
In Kriegsfolge kam das gesamte nördliche Ostpreußen 1945 zur Sowjetunion. 1947 wurde Blankenau in den Domowski selski Sowet (Dorfsowjet Domnowo (Domnau)) eingegliedert. Den bisherigen Namen konnte es bis 1950 behalten, als es dann die russische Namensform „Jerschowo“ erhielt. Zunächst noch besiedelt, wurde der Ort jedoch schon vor 1975 aufgegeben und verlassen. Jerschowo gilt heute als untergegangener Ort im Rajon Prawdinsk (Stadtkreis Friedland (Ostpreußen)) in der Oblast Kaliningrad (Gebiet Königsberg (Preußen)) der Russischen Föderation.

### Amtsbezirk Blankenau (1874–1945)
Bei seiner Errichtung waren neun Orte in den Amtsbezirk Blankenau eingegliedert:
| Deutscher Name                                  | Russischer Name | Anmerkungen                                    |
| ----------------------------------------------- | --------------- | ---------------------------------------------- |
| Ackerau (LG)                                    | Armeiskoje      | 1930 in den Amtsbezirk Uderwangen umgegliedert |
| Ackerau (GB)                                    |                 | 1928 in die LG Ackerau eingegliedert           |
| Blankenau (LG)                                  | Jerschowo       |                                                |
| Blankenau (GB)                                  |                 | 1928 in die LG Blankenau eingegliedert         |
| Groß Haferbeck                                  | Komarowo        | 1928 in die LG Ackerau eingegliedert           |
| Grünbaum                                        | Sokolniki       |                                                |
| Kämmersbruch                                    | NN.             | 1928 nach Grünbaum eingegliedert               |
| Klein Haferbeck                                 | NN.             | 1928 nach Grünbaum eingegliedert               |
| Verlorenwalde ab 1905: Randenau                 | NN.             | 1928 nach Grünbaum eingegliedert               |
| nach 1883:                                      |                 |                                                |
| Ober Blankenau                                  | Tscherkassowo   | 1928 in die LG Blankenau eingegliedert         |
| Gauleden (Forst), nach 1929 Zehlaubruch (Forst) |                 |                                                |
| - Elchwalde/Gauleden (Forst)                    | NN.             | 1929 nach Grünbaum eingegliedert               |
| - Haferbeck/Gauleden (Forst)                    | NN.             | 1929 in die LG Ackerau eingegliedert           |

Im Januar 1945 bildeten nur noch Ackerau, Blankenau und Zehlaubruch den Amtsbezirk Blankenau.

## Kirche
Der überwiegende Teil des Bevölkerung Blankenaus war vor 1945 evangelischer Konfession. 1928 waren von 302 Einwohnern sieben Katholiken. Dorf und Gut Blankenau waren in den Sprengel Almenhausen (russisch Kaschtanowo) im Kirchspiel Almenhausen/Abschwangen eingepfarrt. Es gehörte zur Kirchenprovinz Ostpreußen der Kirche der Altpreußischen Union.

## Verkehr
Die Ortsstelle Jerschowos resp. Blankenaus liegt an einer Nebenstraße, die bei der Ortsstelle Perewalowo (Schwönau) von der Regionalstraße 27A-083 (ex A 196, ehemalige deutsche Reichsstraße 131) abzweigt und über Armeiskoje (Ackerau) bis nach Komsomolsk (Löwenhagen) an der Regionalstraße 27A-025 (ex R 508) führt. Nebenstraßen von Kaschtanowo (Almenhausen) und Filippowka (Dommelkeim) enden an der Ortsstelle.
Bis 1945 war das nur fünf Kilometer entfernt liegende Neu Waldeck (russisch Kaschtanowo) die nächste Bahnstation. Sie lag an der nach 1945 nicht mehr befahrenen Bahnstrecke Königsberg–Angerburg.